# Restiamo amici
Restiamo amici è un film del 2018 diretto da Antonello Grimaldi e tratto dal romanzo Si può essere amici per sempre di Bruno Burbi. Il film è interpretato principalmente da Michele Riondino, Alessandro Roja e Violante Placido.

## Trama
Alessandro è un pediatra rimasto vedovo che vive con il figlio adolescente Giacomo. Continuamente esortato da amici e parenti a cercare un'altra donna con cui cominciare una nuova vita, un giorno Alessandro riceve una telefonata dall'amico Gigi, il quale, oltre a dirgli che vive ormai da tempo in Brasile, gli confessa di essere malato e lo convince a raggiungerlo. Una volta giunto a Natal, Alessandro viene a sapere che Gigi ha ricevuto in eredità dal padre un'ingente somma di denaro che può riscuotere solo attraverso un nipote a cui è destinata l'eredità di 3 milioni di euro. Non avendo figli, Gigi chiede perciò l'aiuto all'amico Alessandro e insieme escogitano un piano: fingere il funerale di Gigi in modo da intestare tutto al figlio di Alessandro.
La commedia si sviluppa tra equivoci e doppie truffe, alla ricerca di conquistare l'eredità.
Tra incomprensioni e frustrazioni tra gli amici, nel rapporto padre-figlio, ed una nuova storia d'amore con la madre della fidanzatina del figlio, il film si svolge fino all'imprevisto epilogo della sparizione dell'agognata eredità.

## Produzione
Le riprese del film, girato in buona parte in Trentino-Alto Adige, principalmente a Rovereto, Trento e Riva del Garda, sono iniziate l'8 novembre 2017 e si sono concluse nell'inverno del 2018.

## Promozione
Il primo trailer ufficiale venne diffuso il 31 maggio 2019.

## Distribuzione
Il film venne proiettato in anteprima nazionale il 19 luglio 2018 al Taormina Film Fest e venne distribuito nelle sale cinematografiche italiane il 4 luglio 2019.